# Enrico Prato
Enrico Prato (Luino, 9 novembre 1945) è un ex calciatore italiano, di ruolo centrocampista.

## Carriera
Ha mosso i primi passi nel mondo del calcio con le giovanili del Milan, per poi passare in Serie C nelle file della Pistoiese. Ha giocato poi con la maglia del Monza con la quale ha disputato il campionato di Serie B.
Dopo gravi problemi fisici che ne minarono la carriera, viene acquistato dal Varese, con cui disputa un campionato di Serie A e tre di Serie B. Nella formazione biancorossa ricopre anche il ruolo di capitano.
Detiene un piccolo record personale: ha realizzato ben 28 rigori consecutivi tra serie A e serie B.
In carriera ha totalizzato complessivamente 19 presenze e 2 reti in Serie A e 243 presenze e 19 reti in Serie B, vincendo col Varese la Serie B 1973-1974.
Dal 2004 al 2014 è stato sindaco del comune di Germignaga.

## Palmarès

### Club

#### Competizioni nazionali
- Serie B: 1

Varese: 1973-1974
- Serie C: 1

Monza: 1966-1967